# Altopiano della Vigolana
Altopiano della Vigolana är en kommun i provinsen Trento i regionen Trentino-Sydtyrolen i Italien. Kommunen hade 5 065 invånare (2018).
Kommun bildades den 1 januari 2016 genom en sammanslagning av de tidigare kommunerna Bosentino, Centa San Nicolò, Vattaro och Vigolo Vattaro.